# Леопольд фон Роткірх унд Трах
Граф Леопольд «Польді» фон Роткірх унд Трах (нім. Leopold „Poldi“ Graf von Rothkirch und Trach; 27 грудня 1923, Кассель — 27 жовтня 2009, Бонн) — німецький фермер, вершник і офіцер, лейтенант Вермахту (1944), оберст резерву Бундесверу (1976).

## Біографія
Виходець із знатного сілезького роду. Син генерала кавалерії графа Едвіна фон Роткірха унд Траха і його дружини Альбертіни, уродженої графині фон Шаумбург.
В 1942 році був призваний у Вермахт, служив у танкових військах. Учасник боїв у Курляндії, Східній Пруссії, Угорщині та на Зееловських висотах біля Берліну.
В 1948 році став дипломованим фермером, в 1950 році придбав маєток в Ноєнталі. В 1958 році став офіцером резерву Бундесверу, проходив регулярні навчання. В 1961—70 роках — консультант американської компанії Massey Ferguson. В 1970—76 роках — голова Центрального маркетингового товариства німецьких аграріїв. В 1976-84 роках — голова відділу зв'язку з громадськістю компанії Deutz-Fahr. В 1984-93 роках — консультант із сільськогосподарських питань посольства Нідерландів.
З 1960 року — член Ротарі-клубу в Касселі, в 1976 році став співзасновником Ротарі-клубу в Бонні-Кройцбергу.
Роткірх був пристрасним вершником, який досяг успіху у всіх кінних дисциплінах. З віком почав спеціалізуватись на водінні. Він став членом правління і головою секції водіння Німецької асоціації верхової їзди і водіння, а також суддею у всіх олімпійських дисциплінах до вищого класу.

## Сім'я
В 1950 році одружився з Габріелою Гайнце, в шлюбі народились 2 дітей. В 1977 році вдруге одружився з Уте Шпікер.

## Почесні звання
- Президент Федеральної асоціації автомобілістів (1965—1973).
- Почесний голова молочарні і банку Боркена.
- Міжнародний суддя з верхової їзди і командного водіння.
- Віце-президент Німецької асоціації верхової їзди і водіння (1990—2004)
- Почесний президент Німецької асоціації верхової їзди і водіння (2004)

## Нагороди
- Залізний хрест 2-го і 1-го класу
- Нагрудний знак «За поранення» в чорному
- Нагрудний знак «За танкову атаку» в сріблі
- Нарукавний знак «За знищений танк»
- Німецький кінний знак в золоті
- Хрест Німецького кінного союзу в золоті (2004)